# Harald Strøm
Harald Aleksander Strøm (Horten, 14 oktober 1897 - 25 december 1977) was een Noorse langebaanschaatser.
Harald Strøm werd in 1922 Wereldkampioen allround en in 1923 Europees kampioen.
Strøm ging als topfavoriet naar de eerste Olympische Winterspelen, welke in Chamonix plaatsvonden, maar tijdens de openingsceremonie liep hij een verkoudheid op en kwam niet verder dan driemaal een vijfde plek en een vierde plek in het allround klassement.

## Records

### Persoonlijke records
| Afstand      | Tijd    | Datum            | Baan  |
| ------------ | ------- | ---------------- | ----- |
| 500 meter    | 45,2    | 18 februari 1922 | Oslo  |
| 1500 meter   | 2.24,2  | 4 februari 1923  | Hamar |
| 5000 meter   | 8.26,5  | 18 februari 1922 | Oslo  |
| 10.000 meter | 17.32,8 | 19 februari 1921 | Oslo  |

### Wereldrecords
| Nr. | Afstand    | Tijd   | Datum            | Baan |
| --- | ---------- | ------ | ---------------- | ---- |
| 1.  | 5000 meter | 8.27,7 | 20 februari 1921 | Oslo |
| 2.  | 5000 meter | 8.26,5 | 18 februari 1922 | Oslo |

#### Wereldrecords laaglandbaan (officieus)
| Nr. | Afstand    | Tijd   | Datum            | Baan |
| --- | ---------- | ------ | ---------------- | ---- |
| 1.  | 5000 meter | 8.27,7 | 20 februari 1921 | Oslo |
| 2.  | 5000 meter | 8.26,5 | 18 februari 1922 | Oslo |

## Resultaten
| Jaar | EK Allround | WK Allround | Olympische Spelen                                |
| ---- | ----------- | ----------- | ------------------------------------------------ |
| 1922 |             | Goud        |                                                  |
| 1923 | Goud        | Zilver      |                                                  |
| 1924 |             |             | 8e 500m 5e 1500m 5e 5000m 5e 10.000m 4e allround |
| 1925 |             | 6e          |                                                  |
| 1926 |             | 8e          |                                                  |
| 1927 |             |             |                                                  |
| 1928 | NC24        |             |                                                  |

### Medaillespiegel
| Kampioenschap | Goud · | Zilver · | Brons · |
| ------------- | ------ | -------- | ------- |
| EK Allround   | 1      | 0        | 0       |
| WK Allround   | 1      | 1        | 0       |

Onofficiële Europese kampioenschappen

1891: Onbeslist ·
1892: Onbeslist · 
1946: Göthe Hedlund 

Officiële Europese kampioenschappen

1893: Rudolf Ericson · 
1894: Onbeslist ·
1895: Alfred Næss · 
1896: Julius Seyler · 
1897: Julius Seyler · 
1898: Gustaf Estlander · 
1899: Peder Østlund · 
1900: Peder Østlund · 
1901: Rudolf Gundersen · 
1902: Johan Schwartz · 
1903: Onbeslist ·
1904: Rudolf Gundersen · 
1905: Johan Vikander · 
1906: Rudolf Gundersen · 
1907: Moje Öholm · 
1908: Moje Öholm · 
1909: Oscar Mathisen · 
1910: Nikolaj Stroennikov · 
1911: Nikolaj Stroennikov · 
1912: Oscar Mathisen · 
1913: Vasilij Ippolitov · 
1914: Oscar Mathisen · 
1922: Clas Thunberg · 
1923: Harald Strøm · 
1924: Roald Larsen · 
1925: Otto Polacsek · 
1926: Julius Skutnabb · 
1927: Bernt Evensen · 
1928: Clas Thunberg · 
1929: Ivar Ballangrud · 
1930: Ivar Ballangrud · 
1931: Clas Thunberg · 
1932: Clas Thunberg · 
1933: Ivar Ballangrud · 
1934: Michael Staksrud · 
1935: Karl Wazulek · 
1936: Ivar Ballangrud · 
1937: Michael Staksrud · 
1938: Charles Mathiesen · 
1939: Alfons Bērziņš · 
1947: Åke Seyffarth · 
1948: Reidar Liaklev · 
1949: Sverre Farstad · 
1950: Hjalmar Andersen · 
1951: Hjalmar Andersen · 
1952: Hjalmar Andersen · 
1953: Kees Broekman · 
1954: Boris Sjilkov · 
1955: Sigge Ericsson · 
1956: Jevgeni Grisjin · 
1957: Oleg Gontsjarenko · 
1958: Oleg Gontsjarenko · 
1959: Knut Johannesen · 
1960: Knut Johannesen · 
1961: Viktor Kositsjkin · 
1962: Robert Merkoelov · 
1963: Nils Egil Aaness · 
1964: Ants Antson · 
1965: Eduard Matoesevitsj · 
1966: Ard Schenk · 
1967: Kees Verkerk · 
1968: Fred Anton Maier · 
1969: Dag Fornæss · 
1970: Ard Schenk · 
1971: Dag Fornæss · 
1972: Ard Schenk · 
1973: Göran Claeson · 
1974: Göran Claeson · 
1975: Sten Stensen · 
1976: Kay Arne Stenshjemmet · 
1977: Jan Egil Storholt · 
1978: Sergej Martsjoek · 
1979: Jan Egil Storholt · 
1980: Kay Arne Stenshjemmet · 
1981: Amund Sjøbrend · 
1982: Tomas Gustafson · 
1983: Hilbert van der Duim · 
1984: Hilbert van der Duim · 
1985: Hein Vergeer · 
1986: Hein Vergeer · 
1987: Nikolaj Goeljajev · 
1988: Tomas Gustafson · 
1989: Leo Visser · 
1990: Bart Veldkamp · 
1991: Johann Olav Koss · 
1992: Falko Zandstra · 
1993: Falko Zandstra · 
1994: Rintje Ritsma · 
1995: Rintje Ritsma · 
1996: Rintje Ritsma · 
1997: Ids Postma · 
1998: Rintje Ritsma · 
1999: Rintje Ritsma · 
2000: Rintje Ritsma · 
2001: Dmitri Sjepel · 
2002: Jochem Uytdehaage · 
2003: Gianni Romme · 
2004: Mark Tuitert · 
2005: Jochem Uytdehaage · 
2006: Enrico Fabris · 
2007: Sven Kramer · 
2008: Sven Kramer · 
2009: Sven Kramer · 
2010: Sven Kramer · 
2011: Ivan Skobrev · 
2012: Sven Kramer · 
2013: Sven Kramer · 
2014: Jan Blokhuijsen · 
2015: Sven Kramer · 
2016: Sven Kramer · 
2017: Sven Kramer · 
2019: Sven Kramer · 
2021: Patrick Roest · 
2023: Patrick Roest · 
2025: Sander Eitrem